# Essence (Hopper)
Pour les articles homonymes, voir Essence.
Essence (parfois Station-Service ou Poste d'essence) — ou en anglais Gas, en raccourci de gasoline (carburant servi en station-service) — est un tableau du peintre américain Edward Hopper réalisé en septembre 1940. 
L’œuvre est conservée au Museum of Modern Art de New York, issue d'un legs du fonds Mrs Simon Guggenheim en 1943. 

## Description
Cette peinture à l'huile sur toile représente une station-service Mobilgas le long d'une route boisée, un homme (le fils du capitaine Ed Staples) seul s'affairant à une pompe alors que le soir tombe. L'éclairage de la station service contraste avec l'arrivée de la nuit. La tenue du pompiste (gilet, chemise blanche, cravate et non pas un vêtement de travail) ainsi que l'éclairage apportent un aspect sacerdotal au tableau.
La modernité (pompe à carburant, enseigne et éclairage électrique, route bitumée gris foncé en perspective), s'oppose  à la nature présente dans la lisère d'une forêt de pins verts à gauche, avec les herbes hautes jaunes devant, l'acacia visible au-delà du bureau de la station, la paille devenant rougeâtre sur le bord de la chaussée,. Ce tableau s'éloigne des études préliminaires du peintre par de multiples détails.
Depuis 1927, année où il a acquis une Dodge puis parcouru les États-Unis, le peintre fait de la route un sujet récurrent. 
Hopper reprendra en 1956 le thème du pompiste mais de jour, assis nonchalamment près des pompes, dans Four lane road (collection privée) marquant, une fois encore, l'opposition entre la station service moderne indiquant la civilisation, et la nature qui l'entoure. Cette ambivalence reste fréquente dans les tableaux de Hopper qui ne représentent au final ni réellement la ville, ni la campagne.